# Anthologia Latina

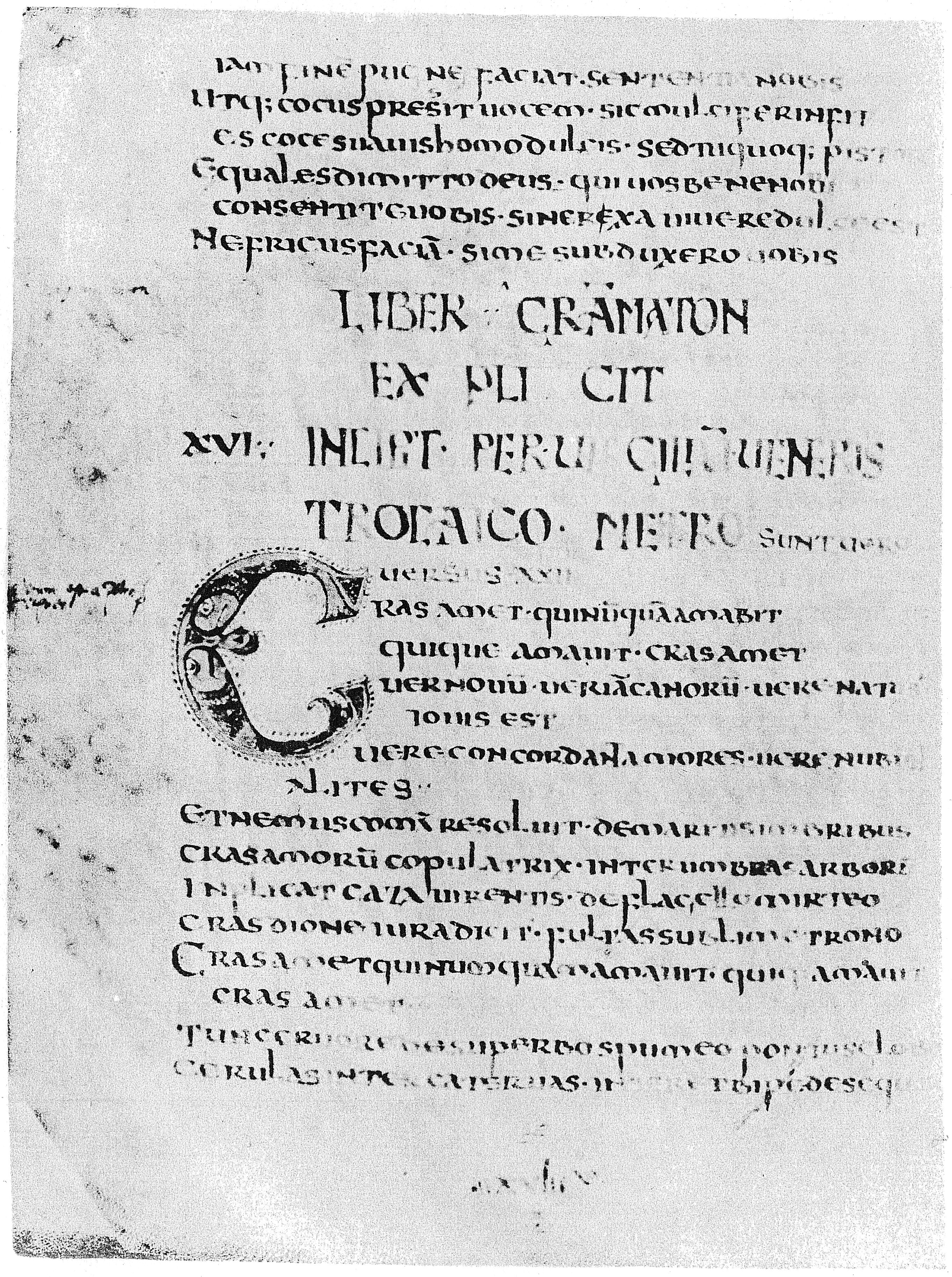
Страница Салмазиевского кодекса (VIII в.) с началом «Бдения Венеры»

Anthologia Latina (Латинская антология) — собрание позднеантичных латинских стихов небольшого объёма (эпиграмм, загадок, панегириков, эпитафий, афоризмов и др.), опубликованное немецким филологом Александром Ризе в 1869-79 годах. Наиболее ценная часть «Латинской антологии» взята из так называемого Салмазиевского списка (Codex Salmasianus) VIII века, в состав которого входит копия уникального стихотворного сборника, составленного в Карфагене в конце V или начале VI века, возможно, при дворе вандальского короля Тразамунда (Фрасамунда). Всего Салмазиевский список содержит около 375 стихотворенией.
Помимо названных по имени африканских поэтов Луксория (Luxorius, 92 стихотворения, из них 89 эпиграмм), Флавия Феликса (Flavius Felix), Флорентина (Florentinus), Симфозия (Symphosius, 100 загадок), Короната (Coronatus), Немезиана (Nemesianus) и некоторых других авторов, «Латинская антология» содержит ряд анонимных сочинений того же времени, а также всякую римскую (преимущественно поздеантичную) поэзию.

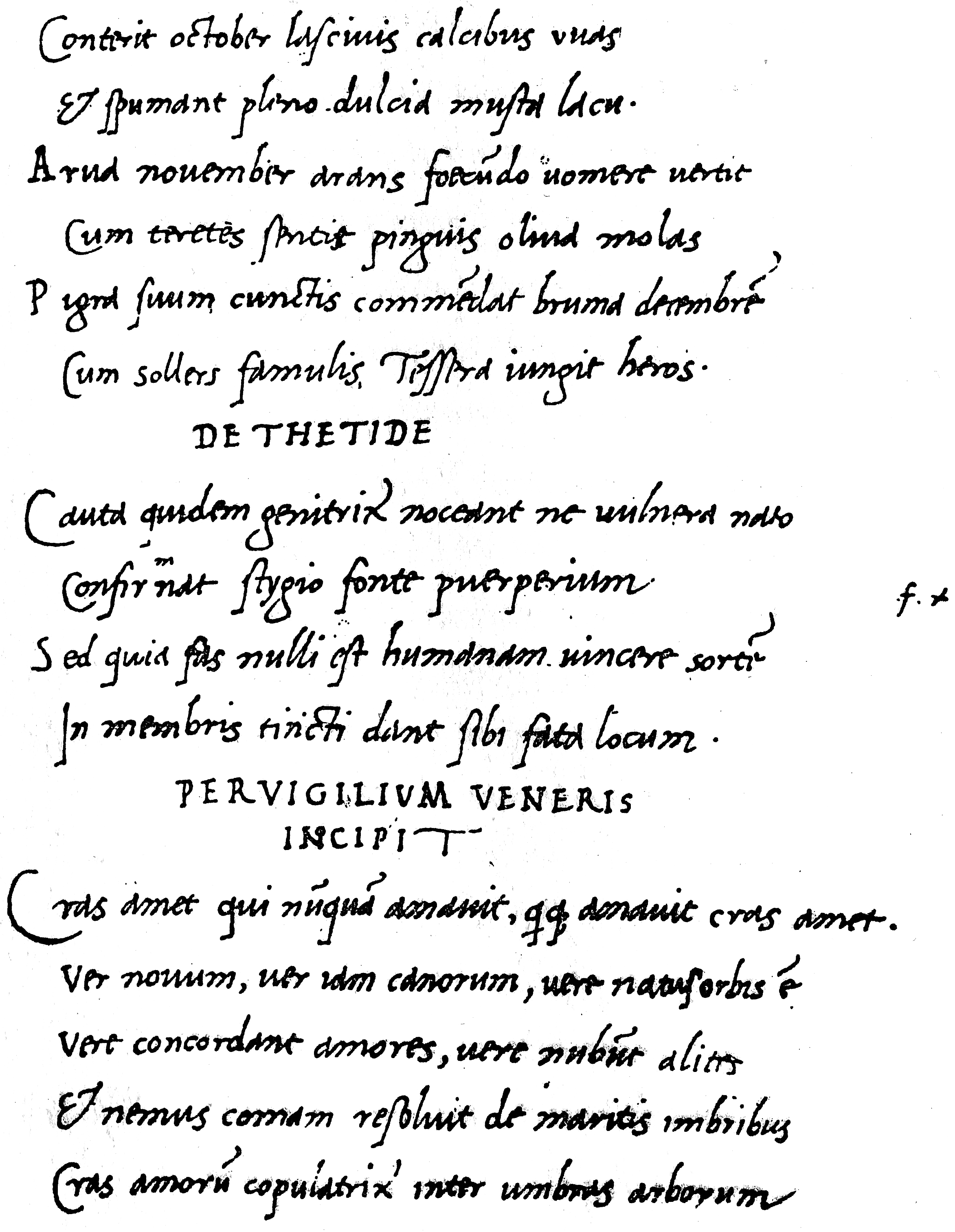
«Бдение Венеры». Копия, выполненная в 1501-03 гг. рукой Я. Саннадзаро

Некоторые из стихотворений антологии приобрели особенную популярность. Одно из наиболее известных латинских стихотворений всех времён — (анонимное) Pervigilium Veneris («Бдение Венеры» или «Ночное празднество Венеры», предположительная датировка IV в. н. э.), со знаменитым рефреном: «Пусть полюбит нелюбивший; кто любил, пусть любит вновь!» «Бдение Венеры» оставалось популярным и в позднейшее время. Сохранилась рукопись XVI в. с копией «Бдения», выполненной выдающимся итальянским поэтом Я.Саннадзаро (см. фото).
Стихотворение «Девять муз» (лат. Nomina musarum букв. «Имена муз»), приписанное в некоторых старинных рукописях Катону (автору так называемых «Двустиший Катона») и Авсонию; ныне считается анонимным,— один из самых популярных в Средние века и в Новое время дидактико-мнемонических стихов. Его переводил ещё Тредиаковский в «Аргениде» («Клиа точны бытия в память предает, поя…»).

## Издания и переводы
- Anthologia Latina sive poesis Latinae supplementum. Pars prior: Carmina in codicibus scripta, recensuit Alexander Riese. Ed. 2. Partes I—II. Lipsiae, 1894, 1906.
- Poetae Latini minores, recensuit Aem. Baerens. Vol.IV: Anthologia Latina. Lipsiae, 1882.
- Поэты «Латинской антологии» / Перевод с латинского М. Л. Гаспарова, Ю. Ф. Шульца, В. Я. Брюсова, Ф. А. Петровского и др. Общая редакция М. Л. Гаспарова. Москва: Издательство МГУ, 2003 (выборка стихотворений, главным образом, из издания Ризе). ISBN 5-211-04406-1